# Vympel Ch-29
Ch-29 (NATO-rapporteringsnamn AS-14 Kedge) är en attackrobot utvecklad i Sovjetunionen i slutet av 1970-talet för att ersätta Ch-25.

## Utveckling
Den modulära uppbyggnaden av Ch-25 visade sig vara praktisk och i synnerhet lasermålsökaren var mycket lyckad. Men det visade sig att laddningen på drygt hundra kilo var för liten för att slå ut motståndskraftiga mål som bunkrar, broar och större fartyg. Därför började konstruktionsbyrån Vympel (annars mer känd för sina jaktrobotar) att konstruera en större robot med tyngre stridsladdning. Lasermålsökaren kopierades rakt av från Ch-25L vilket gav roboten ett udda utseende eftersom den var gjord för en robot av mindre diameter (275 mm). TV-målsökaren däremot fick samma diameter (380 mm) som resten av roboten. Den större diametern gav plats för ett kraftigare och mer ljusstarkt zoomobjektiv. TV-målsökaren har bättre precision än lasermålsökaren, men kan å andra sidan bara användas i dagsljus i klart väder.
| Ch-29L |
| Ch-29T |

## Användning
Totalt 139 Ch-29-robotar avfyrades under kriget i Afghanistan, samtliga från Su-25:or. Den tunga stridsladdningen visade sig vara effektiv mot grottor och andra befästningar som inte kunde slås ut av lättare vapen. Det visade sig dock vara svårt för en pilot i ett ensitsigt flygplan att både styra laserstrålen, släppa bomben och flyga sitt flygplan samtidigt. Något bättre resultat uppnåddes om två flygplan samarbetade, men det bästa resultatet uppnåddes om målet pekades ut av en laser på marken.
I Iran–Irak-kriget använde Irak Ch-29-roboar från sina Mirage F1-flygplan mot flygfält, oljefält, hamnar och broar.

## Varianter
- Ch-29L – Attackrobot med lasermålsökare.
- Ch-29T – Attackrobot med TV-målsökare.
- Ch-29D – Vidareutveckling av Ch-29T med värmekamera i stället för TV-kamera.
- Ch-29ML – Vidareutveckling av Ch-29L med förbättrad lasermålsökare.
- Ch-29MP – Signalsökande robot.
- Ch-29TE – Exportversion med längre räckvidd (30 km)